# چشم‌آبی نئون سرخ
چشم‌آبی نئون سرخ (نام علمی: Pseudomugil luminatus) نام یک گونه از سرده ماهی‌های چشم‌آبی است.